# Verónica Vilches
Verónica del Carmen Vilches Olivares (Cabildo, 30 de juliol de 1970), és una dirigent i defensora de l'aigua, la terra i el medi ambient de la Província de Petorca, Regió de Valparaíso. Actualment, exerceix com a Presidenta d'un sistema de proveïment d'aigua potable de San José, situat a l'interior de la comuna de Cabildo. A més, és dirigent del Movimiento de Defensa del Agua, la Tierra y la Protección del Medioambiente (MODATIMA) que busca defensar els drets dels camperols, treballadors i habitants a l'accés a l'aigua.

## Lluita per l'aigua
Verónica Vilches ha treballat una gran part de la seva vida pel reconeixement del dret a l'aigua, ja que la Província de Petorca es troba afectada per una crisi hídrica que ha afectat la seva comunitat. Segons l'informe realitzat per l'Institut Nacional de Drets Humans, aquesta crisi obeeix tant a factors naturals com humans, dins dels quals destaquen la sequera a les activitats empresarials de la zona.
Des de l'any 2015 és Presidenta del sistema de proveïment d'aigua potable rural de San José, el qual permet proveir d'aigua a més de mil persones de la seva comunitat, contribuint a que els seus habitants puguin accedir a aigua potable. Al mateix temps, exerceix com a dirigent del Moviment de Defensa de l'Aigua, la Terra i la protecció del Medi ambient (MODATIMA) que busca defensar els drets dels camperols, els treballadors i els habitants a l'accés a l'aigua. Han realitzat denúncies i han visibilitat els conflictes per l'aigua que existeixen a Petorca. Així mateix, va formar part de la Xarxa d'acadèmics i professionals per a la recuperació de l'aigua.
En aquest context, Verónica Vilches ha denunciat fustigacions i amenaces contínues contra la seva persona, les quals es van intensificar després del reportatge “Las paltas y el gran robo” que va publicar el mitjà danès Danwatch, el qual constata que les plantacions d'alvocats de Petorca que venen els seus alvocats a supermercats de Dinamarca han estat denunciades per violar el Codi d'Aigua de Xile. En aquest context, les cadenes de supermercats danesos Supermarket, Lidl & Aldi van decidir abstenir-se de comprar aquest fruit. És important destacar que la comuna de Petorca actualment concentra el 40 % de la producció d'alvocats a Xile.
A més, el mes de gener de 2017, Verónica Vilches va patir el saboteig del sistema de proveïment d'aigua de la seva comunitat. Així mateix, en innombrables vegades ha estat exposada a tot tipus d'agressions sent fins i tot abordada pel carrer amb amenaces de diversa entitat. Les coaccions que van rebre tant Verónica Vilches com Rodrigo Mundaca van incloure amenaces com ”si seguiu molestant amb l'aigua et matarem". Davant d'això, el 5 d'abril de 2017, els advocats Margarita Barberia i Rodrigo Román van presentar un recurs d'empara preventiva a la Cort d'Apel·lacions de Valparaíso a favor de Verónica Vilches, a causa de les amenaces de mort per part de desconeguts.
Per la contínua fustigació i amenaces contra membres del Movimiento de Defensa por el Acceso al Agua, la Tierra y la Protección del Medio ambiente (MODATIMA), Amnistia Internacional va emetre el 2017 una Acció Urgent internacional sol·licitant protecció per a Verónica Vilches i el seu company Rodrigo Mundaca, així com una recerca exhaustiva dels fets que van denunciar.
El dia 7 de juny de 2018, Amnistia Internacional va fer lliurament de més de 50 mil signatures al fiscal regional de Valparaíso, Pablo Gómez Niada, que sol·liciten a les autoritats que implementin mesures efectives de protecció per als integrants de MODATIMA i insta a iniciar recerques immediates, exhaustives i imparcials sobre les amenaces i els atacs contra els defensors i defensores dels drets humans, a fer públics els seus resultats i a portar davant la justícia als sospitosos de ser-ne penalment responsables.